# Лий (окръг, Илинойс)
Вижте пояснителната страница за други значения на Лий.
Окръг Лий (на английски: Lee County) е окръг в щата Илинойс, Съединени американски щати. Площта му е 1888 km². Според преброяване от 2010 г., населението е 36 031 души.  Административен център е град Диксън.

## История
Първите заселници в района са предимно от шестте щата на Нова Англия. В началото на деветнадесети век се наблюдава вълна от движение на запад от Нова Англия, до голяма степен поради завършването на канала Ери и края на Войната на Черния ястреб.
Областта, включваща днешния окръг Лий, е очертана като окръг Сейнт Клер през 1809 г. През 1823 г. голяма част от северния окръг Сейнт Клер е отделена като окръг Фултън. През 1825 г. северозападната част на този окръг е отделена като окръг Путнам. През 1831 г. районът е допълнително разделен на окръг Джо Дейвис. Част от този окръг е разделена през 1836 г. като окръг Огъл, а през 1839 г. долната половина на окръг Огъл е отделена като окръг Лий. Окръгът е кръстен на Хенри Лий III, офицер от Американската война за независимост. Алтернативна теория предполага, че е кръстен на Ричард Хенри Лий, член на Континенталния конгрес (Декларацията за независимост е приета в съответствие с Резолюцията на Лий).
Президентът Роналд Рейгън е живял в Диксън като момче и е посещавал гимназията в Диксън.

## География
Според Бюрото за преброяване на населението на САЩ, окръгът има обща площ от 729 квадратни мили (1 890 km 2 ), от които 725 квадратни мили (1 880 km 2 ) са земя и 4,1 квадратни мили (11 km 2 ) (0,6%) са вода.

## Съседни окръзи
- Окръг Огъл - север
- Окръг Дикалб - изток
- Окръг ЛаСал - юг, югоизток
- Окръг Бюро - юг, югозапад
- Окръг Уайтсайд - запад